# Symbian OS
Symbian OS je operacijski sistem proizvajalca Symbian Ltd. Namenjen je prenosnim napravam in vsebuje tudi razvojna orodja za programsko opremo in uporabniške vmesnike ter je naslednik operacijskega sistema EPOC. Teče le na procesorjih ARM, obstajajo pa tudi neizdani porti za x86.
Lastniki Symbiana so podjetja Nokia (47.9%), Ericsson (15.6%), Sony Ericsson (13.1%), Panasonic (10.5%), Siemens AG (8.4%) in Samsung (4.5%). 

## Arhitektura
Symbian OS je naslednik Psionovega operacijskega sistema EPOC in ponuja napredne značilnosti, kot so večopravilnost, večnitnost in zaščita pomnilnika.
Glavna prednost Symbian OS je njegova arhitektura, ki je načrtovana za prenosne naprave, z majhnimi sistemskimi viri in točnimi zahtevami za robustnostjo. Posebna pozornost je posvečena uporabi pomnilnika, ob pomoči nekaterih posebnih programerskih pristopov in ukazov, ki so značilni samo za Symbian OS, kar omogoča nizko porabo pomnilnika in redke odpovedi zaradi napak v naslavljanju pomnilnika. Podobne metode so uporabljene za upravljanje diskovnih virov, čeprav Symbian OS običajno uporablja pomnilnike Flash. Programersko okolje je dogodkovno usmerjeno, zato se lahko procesor naprave izklaplja, ko ni v neposredni uporabi in zmanjša poraba energije.
Opisane značilnosti vodijo tudi v zelo prirejeno različico razvojnega okolja C++ za Symbian OS, vendar pa so za mnoge naprave s Symbian OS na voljo tudi razvojna okolja za OPL, Python, Visual Basic, Simkin in Perl, kakor tudi Java ME in PersonalJava.